# Cot Bakoe Yoen
Cot Bakoe Yoen är en kulle i Indonesien.   Den ligger i provinsen Aceh, i den västra delen av landet, 1 900 km nordväst om huvudstaden Jakarta. Toppen på Cot Bakoe Yoen är 250 meter över havet, eller 111 meter över den omgivande terrängen. Bredden vid basen är 1,8 km. Cot Bakoe Yoen ligger på ön Pulau We.
Terrängen runt Cot Bakoe Yoen är platt åt nordost, men åt sydväst är den kuperad. Havet är nära Cot Bakoe Yoen åt nordost.  Närmaste större samhälle är Sabang, 4,4 km nordväst om Cot Bakoe Yoen. I omgivningarna runt Cot Bakoe Yoen växer i huvudsak städsegrön lövskog.